# Marocikîne, Horodnea
Marocikîne (în ucraineană Марочкине) este un sat în comuna Ilmivka din raionul Horodnea, regiunea Cernihiv, Ucraina.

## Demografie
Componența lingvistică a localității Marocikîne
     Ucraineană (100%)
Conform recensământului din 2001, toată populația localității Marocikîne era vorbitoare de ucraineană (100%).